# Karl Zuhorn
Karl Zuhorn (* 18. Januar 1887 in Kamen; † 2. August 1967 in Münster) war ein deutscher Politiker (Zentrum, später CDU).

## Leben
Nach dem Abitur am Gymnasium Laurentianum in Warendorf studierte er von 1905 bis 1908 Rechts- und Staatswissenschaften und promovierte mit einer Arbeit zum Thema „Die Beamten-, Angestellten und Arbeiterschaft der Kaiserlichen Werft in Kiel bis zur November-Revolution 1918“ zum Dr. jur. Er schlug nach einer Justiztätigkeit 1920 eine Verwaltungslaufbahn ein und war von 1922 bis 1932 Landesrat und Kulturdezernent beim Provinzialverband der preußischen Provinz Westfalen. 1933 wurde er Mitglied im Provinziallandtag der Provinz Westfalen und im Provinzialausschuss. 1931 wurde er zum Oberbürgermeister von Münster gewählt, aber als Zentrumsmitglied am 19. Mai 1933 von den Nationalsozialisten entlassen. Zuhorn hatte sich nach der Reichstagswahl am 5. März 1933 geweigert, die Hakenkreuzflagge durch SA-Aufgebote hissen zu lassen; daraufhin richtete die NSDAP in Münster ein Gesuch an Hermann Göring, Zuhorn zu entlassen. Zwischen 1933 und 1935 war Zuhorn in den Ruhestand versetzt worden. Von 1935 bis 1945 war er Mitglied des Gemeindeprüfungsamtes bei der Regierung in Düsseldorf.
Nach dem Zweiten Weltkrieg wurde er am 15. Juni 1945 von der Militärregierung als Oberbürgermeister wieder eingesetzt. Am 24. April 1946 erfolgte mit 32 von 33 Stimmen die Wahl zum Oberstadtdirektor von Münster. Zuhorn bekleidete dieses Amt bis zu seiner Pensionierung am 1. Oktober 1952, sein Nachfolger wurde Heinrich Austermann.
Während seiner politischen Laufbahn setzte sich Zuhorn für die Sicherung der Bedeutung der ehemaligen Provinzialhauptstadt als Verwaltungs-, Kultur- und Wissenschaftszentrum in Westfalen ein. Maßgeblich auf Zuhorn geht die Einrichtung des Oberverwaltungsgerichts für das Land Nordrhein-Westfalen in Münster zurück. Im Jahr 1932 wurde Zuhorn ordentliches Mitglied der Historischen Kommission für Westfalen. 1949 wurde er in den Vorstand der Kommission gewählt, 1965 erfolgte die Wahl zum Ehrenmitglied. Zwischen 1951 und 1963 war er Vereinsdirektor des Vereins für Geschichte und Altertumskunde Westfalens, Abt. Münster.
Zuhorn war zudem Präsidiumsmitglied im Deutschen Städtetag sowie Vorsitzender von dessen Kulturausschuss. Im Städtetag Nordrhein-Westfalen war er ebenfalls Vorsitzender des Rechts- und Verfassungsausschusses.
Nach ihm benannt ist der vom Landschaftsverband Westfalen-Lippe verliehene Karl-Zuhorn-Preis.